# Santo Amaro da Imperatriz
Santo Amaro da Imperatriz é um município brasileiro na região metropolitana de Florianópolis no estado de Santa Catarina. Sua população, conforme o Censo 2022, é de 27 272 habitantes. 
Possui uma área de 344,049 km². Está a uma altitude média de 18 metros. Com uma economia basicamente da agricultura, o município vem se destacando também no turismo devido ao seu grande manancial natural de águas termais.

## História
A colonização de Santo Amaro da Imperatriz está ligada à descoberta da fonte de águas termais, por caçadores, em 1813. O governo imperial destacou então um contingente policial para guarda do local, já que a região era habitada por nativos que defendiam a permanência na região. Em 18 de março de 1818, o rei Dom João VI determinou a construção de um hospital – foi a primeira lei de criação de uma estância termal no Brasil. 
Em outubro de 1845, Santo Amaro da Imperatriz recebeu a visita de D. Pedro II e Dona Teresa Cristina, que mandou construir um prédio com quartos e banheiras para os visitantes em busca de alívio para suas dores. Em homenagem à Imperatriz, a localidade, nos arredores da cidade – que se chamava Caldas do Cubatão - foi rebatizada como Caldas da Imperatriz.
Santo Amaro da Imperatriz tem 344 km² de área territorial, dos quais 72% situados em área de preservação permanente. O município está situado em posição geográfica privilegiada. Está ligado ao planalto e ao litoral catarinense pela BR-282 e é cortado pelo rio Cubatão.
O município oferece muitas opções de lazer, com suas águas termais, atrativos naturais e variadas festividades religiosas e culturais. As belezas naturais oferecidas pela natureza exibem um maravilhoso cenário. As águas termais presentes em Caldas da Imperatriz que brotam a 39 graus Celsius, foram qualificadas com uma das melhores do Mundo.
As montanhas da mata Atlântica, um santuário ecológico e as belezas do Parque Estadual da Serra do Tabuleiro contribuem para que o município se torne cada vez mais atraente aos que praticam o ecoturismo.
Os esportes radicais: voo livre, motocross, canoagem em corredeiras dos rios, estão presentes no calendário de eventos, proporcionando, em algumas modalidades, campeonatos a nível nacional.
A simplicidade, o espírito trabalhador e o companheirismo dos santoamarenses contribuem também para realçar outra característica, e talvez a principal do povo do município, a hospitalidade. A hospitalidade realmente é marca registrada do povo santoamarense, e muito encantam aos turistas que aqui chegam.[carece de fontes?]
Arraial do Cubatão foi denominado o arraial que começou a ser formado por famílias que emigraram do litoral e das freguesias de São José e Enseada de Brito, no princípio do século XVIII, com a finalidade de estabelecer um entreposto comercial com a região serrana. O embrião inicial foi crescendo, pois havia a necessidade de se produzir farinha, açúcar e outros gêneros alimentícios de natureza agrícola, procurados pelos comerciantes da região serrana. Mais tarde fixaram-se no arraial cerca de 30 famílias de alemães, que se retiraram da colônia de Teresópolis.
Pelos anos de 1832 a 1839 foi levantada uma capela em honra a Sant’Ana, no lugar denominado “Morro da Tapema”. Foi nesta capela que, em outubro de 1845, o imperador e a imperatriz do Brasil foram festivamente recebidos e onde foi cantado solene Te Deum, oficiado pelo Vigário de São José, Padre Macário de Alexandria e Souza.
Em 1850, encontrando-se a capela de Sant’Ana em precárias condições, foi iniciada a construção de uma outra, no mesmo local, que tornou-se a igreja matriz.
A povoação permaneceu na condição de Arraial, até 29 de maio de 1854, quando, pela Lei Provincial nº 371, foi elevada à categoria de freguesia, com a consequente criação de paróquia, sob a invocação de Santo Amaro. Serviu de igreja matriz a então Capela de Sant’Ana existente no Arraial. Por esta Lei foram também fixados os limites da nova paróquia, desmembrada da paróquia de  São José.

## Economia

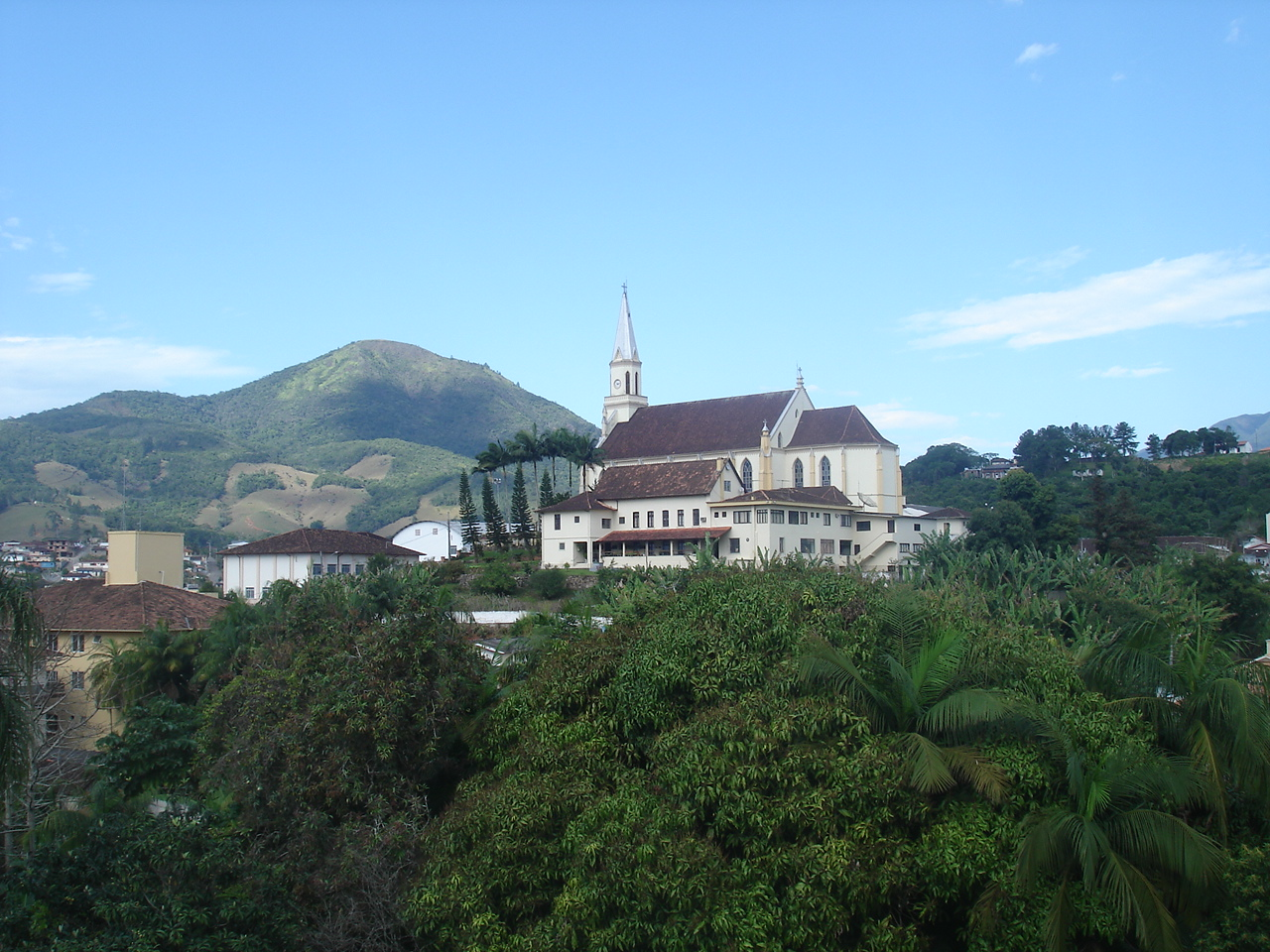
Igreja Matriz e, ao fundo, Morro Queimado

O setor primário é o grande destaque do município, ou seja, é através da agricultura que a economia de Santo Amaro da Imperatriz se desenvolve, principalmente do cultivo do milho, do tomate e da batata.[carece de fontes?]
O setor secundário é representado pelas pequenas indústrias de artefatos de cimento, envasadora de água mineral, moveleiras, madeireiras, serralherias, esquadrias de madeira e alumínio, além de uma indústria de fibras. [carece de fontes?]
O setor terciário ocupa a segunda colocação na economia com o turismo, comércio e prestação de serviço. [carece de fontes?]

## Política

### Cidades-irmãs
- Caldas da Rainha, Distrito de Leiria, Portugal (Projeto de Lei nº 10/2.017)[8]

## Saúde
No município, está localizado o Hospital São Francisco de Assis, que atende parte da região da Grande Florianópolis, além de outros municípios do interior do estado, com pequenas cirurgias. Porém o hospital é uma instituição filantrópica que vive de doações de empresas e pequenos recursos doados pela prefeitura.

## Educação
Segundo dados da Secretaria Municipal de Educação, Cultura e Esportes, o município possui em sua rede de ensino onze escolas municipais, quatro escolas estaduais, sete escolas particulares, seis escolas filantrópicas, uma de ensino técnico e uma de ensino superior, totalizando 46 estabelecimentos de ensino na cidade[carece de fontes?].

## Turismo
Habitada por cerca de 22 mil pessoas, a cidade de Santo Amaro da Imperatriz é calma e hospitaleira. As águas termais jorram da terra a uma temperatura de 41,5  °C, e suas propriedades terapêuticas têm fama internacional, atraindo visitantes de todo o mundo para tratamentos de saúde, descanso e rejuvenescimento.

## Religião

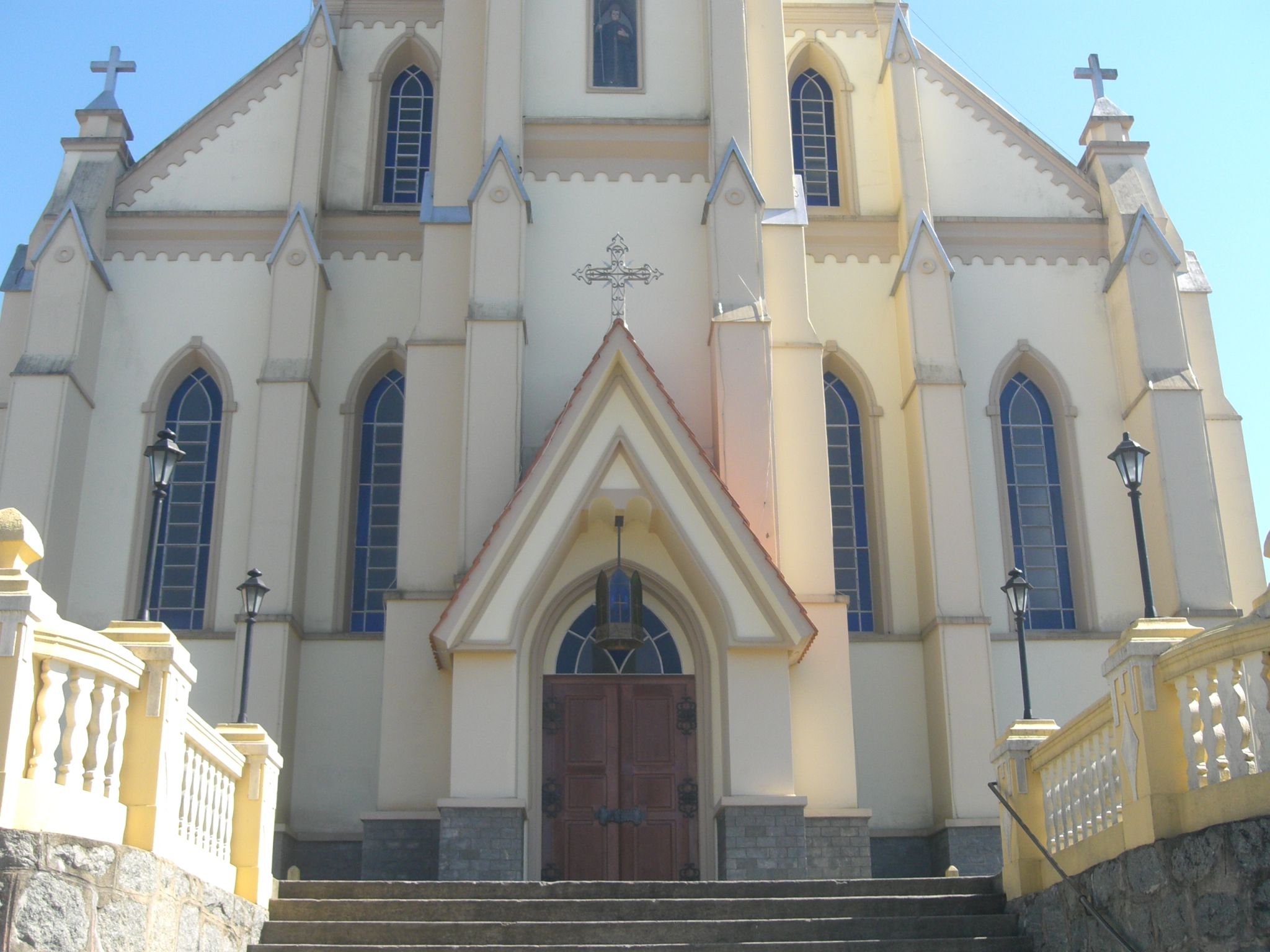
Igreja matriz de Santo Amaro da Imperatriz

Com uma população na sua grande maioria católica, o município obtém uma das maiores paróquias da Arquidiocese de Florianópolis.